# Rossvolløya
Rossvolløya  est une île de la commune de Smøla, du comté de Møre og Romsdal, dans la mer de Norvège.

## Description
L'île de 4,64 km2 se trouve directement au sud de Smøla avec laquelle elle a une liaison routière.
L'île a une liaison par pont au sud-est via les petites îles de Hestøya et Lamøya avant de continuer sur l'île de Kuli avec Edøya comme point final et la liaison par ferry Edøya-Sandvika.

## Galerie

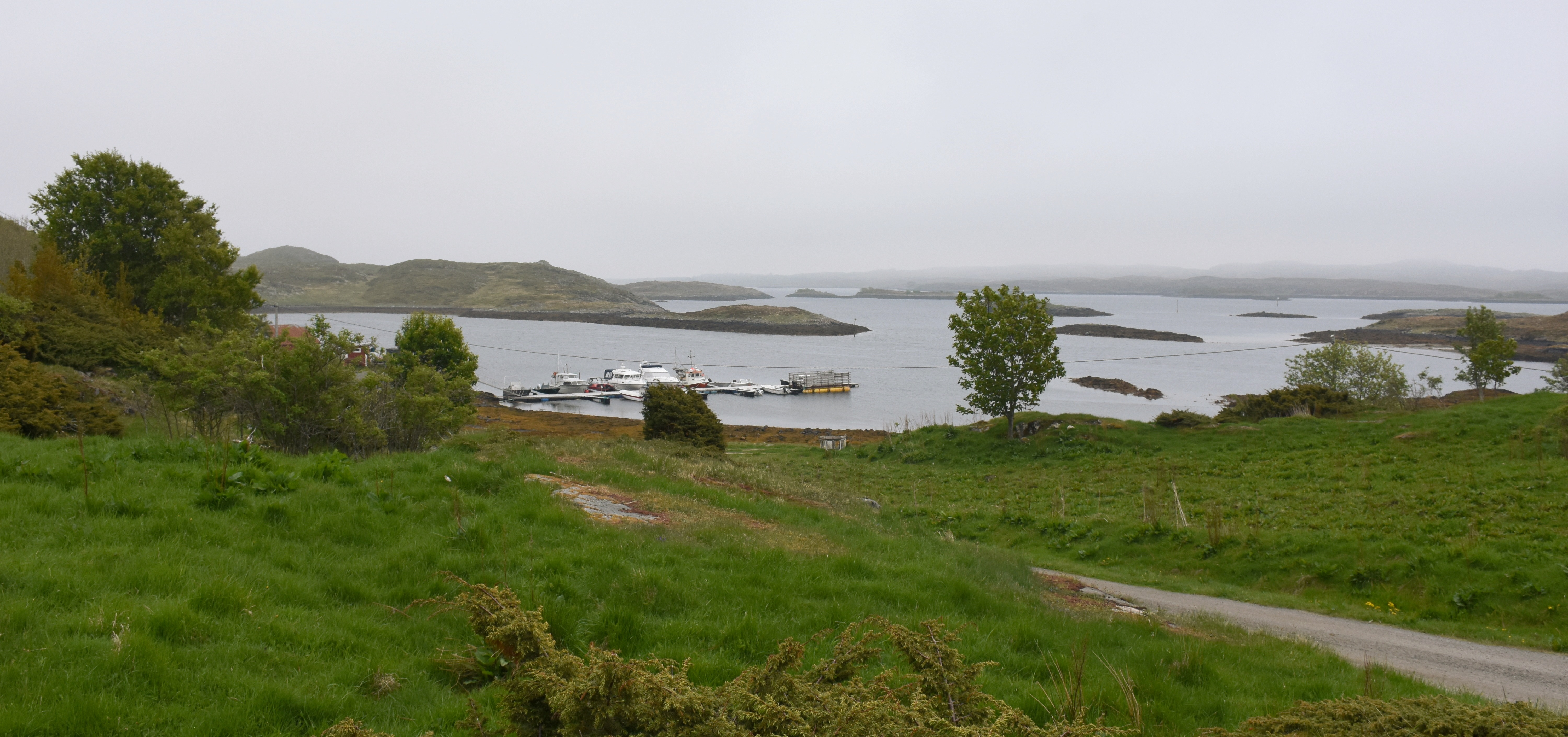
une vue de Rossvolløya